# Skye Edwards
Shirley Klaris Yonavieve Edwards (Londres, 27 de mayo de 1972) o más conocida como Skye Edwards, es una cantante y compositora británica, nacida en el sudeste de Londres. De orígenes jamaicanos, fue adoptada por un matrimonio inglés. Fue la vocalista del grupo Morcheeba desde 1995 hasta 2003, hasta que en 2010 volvió a formar parte del grupo. En 2006, lanzó su primer álbum en solitario titulado Mind How You Go, seguido por Keeping Secrets en 2009 y Back To Now en (2012).
En el momento que se alejó de Morcheeba, Edwards fue reemplazada por Daisy Martey (anteriormente en Noonday Underground) como vocalista del grupo.

## Discografía

### Álbumes de estudio
Como solista
- Mind How You Go (2006)
- Keeping Secrets (2009)
- Back To Now (2012)